# Coppa dell'Imperatore 1977
La Coppa dell'Imperatore 1977 è stata la cinquantasettesima edizione della coppa nazionale giapponese di calcio.

## Formula
Il numero delle squadre partecipanti viene portato a 28, per effetto dell'aumento a 18 dei club regionali ammessi alla manifestazione.

## Squadre partecipanti
Japan Soccer League
- Mitsubishi HI
- Hitachi
- Yanmar Diesel
- Fujita Kogyo
- Furukawa Electric
- Nippon Steel
- Toyota Motors
- Toyo Kogyo
- Nippon Kokan
- Fujitsu

Squadre regionali
- Dainichi Densen (Kansai)
- Fukui Bank (Koshinetsu)
- Fukuoka Daigaku (Kyūshū)
- Gonohe Yakuba (Tohoku)
- Honda Motor (Tokai)
- Kyūshū University (Kyūshū)
- Mitsui ES (Chūgoku)
- Nissan Motors (Kantō)
- NTTPC Kinki (Kansai)
- Osaka Shodai (Kansai)
- Sapporo University (Hokkaidō)
- Sumitomo Metals (Kantō)
- Teijin Matsuyama (Shikoku)
- Tokyo Nodai (Kantō)
- Waseda Daigaku (Kantō)
- Yamaha Motors (Tokai)
- Yomiuri (Kantō)

## Date
| Turno            | Data             |                 |
| ---------------- | ---------------- | --------------- |
| Primo turno      | 11 dicembre 1977 |                 |
| Secondo turno    | 18 dicembre 1977 |                 |
| Quarti di finale | 25 dicembre 1977 |                 |
| Semifinali       | 30 dicembre 1977 |                 |
| Finale           | 1º gennaio 1978  | 1º gennaio 1978 |

## Risultati

### Primo turno
| Squadra 1          | Risultato      | Squadra 2         |
| ------------------ | -------------- | ----------------- |
| Dainichi Densen    | 4 - 2 (d.t.s.) | Mitsui ES         |
| Toyota Motors      | 1 - 5          | Tokyo Nodai       |
| Teijin Matsuyama   | 0 - 2          | Nippon Steel      |
| Hitachi            | 0 - 1 (d.t.s.) | Yamaha Motors     |
| Gonohe Yakuba      | 2 - 7          | Yomiuri           |
| Fukuoka Daigaku    | 1 - 0          | NTTPC Kinki       |
| Sapporo University | 1 - 5          | Waseda Daigaku    |
| Osaka Taidai       | 7 - 0          | Fukui Bank        |
| Sumitomo Metals    | 3 - 2          | Nippon Kokan      |
| Toyo Kogyo         | 3 - 1          | Kyūshū University |
| Osaka Shodai       | 1 - 3          | Fujitsu           |
| Honda Motor        | 1 - 0          | Nissan Motors     |

### Secondo turno
| Squadra 1         | Risultato | Squadra 2       |
| ----------------- | --------- | --------------- |
| Furukawa Electric | 3 - 0     | Dainichi Densen |
| Tokyo Nodai       | 3 - 1     | Nippon Steel    |
| Yomiuri           | 1 - 0     | Yamaha Motors   |
| Fukuoka Daigaku   | 1 - 5     | Yanmar Diesel   |
| Fujita Kogyo      | 3 - 2     | Waseda Daigaku  |
| Osaka Taidai      | 0 - 1     | Sumitomo Metals |
| Toyo Kogyo        | 1 - 0     | Fujitsu         |
| Mitsubishi HI     | 2 - 0     | Honda Motor     |

### Quarti di finale
| Squadra 1         | Risultato | Squadra 2       |
| ----------------- | --------- | --------------- |
| Furukawa Electric | 3 - 2     | Tokyo Nodai     |
| Yomiuri           | 0 - 2     | Yanmar Diesel   |
| Fujita Kogyo      | 4 - 3     | Sumitomo Metals |
| Mitsubishi HI     | 4 - 0     | Toyo Kogyo      |

### Semifinali
| Squadra 1         | Risultato      | Squadra 2     |
| ----------------- | -------------- | ------------- |
| Furukawa Electric | 0 - 1          | Yanmar Diesel |
| Fujita Kogyo      | 2 - 1 (d.t.s.) | Mitsubishi HI |

### Finale
| Tokyo 1º gennaio 1978 | Yanmar Diesel | 1 – 4 | Fujita Kogyo | National Stadium |